# アグアスカリエンテス会議
アグアスカリエンテス会議（アグアスカリエンテスかいぎ、スペイン語: Convención de Aguascalientes）は、メキシコ革命中の1914年10月10日から11月9日にかけてアグアスカリエンテスで開催された会議。ビクトリアーノ・ウエルタ大統領の連邦軍を破って1914年7月にウエルタを辞職・亡命させた革命諸派の間で開かれた。革命主権会議(Soberana Convención Revolucionaria)とも呼ばれる。
会議は自身が主権を持つことを宣言し、自らメキシコの大統領を選出した。会議を招集した本人であるベヌスティアーノ・カランサはこれらの決定を拒絶した。

## 開催までの経緯
1913年2月のクーデター（悲劇の十日間）で大統領に就任したビクトリアーノ・ウエルタは、革命諸派からの圧力にさらされて1914年7月に大統領を辞職し、国外に去った。彼に取ってかわった憲法軍の第一統領(Primer Jefe)であるベヌスティアーノ・カランサは、政府の指針を他の革命諸派の代表と話しあおうとして1914年10月1日に会議を招集した。会議の最初の段階はメキシコシティの連邦議会下院において開かれたが、エミリアーノ・サパタはカランサの権威を認めなかったために参加せず、パンチョ・ビリャはメキシコシティでの会議の参加を拒絶しため、 
中立的な都市であるアグアスカリエンテスに場所を移して会議を開くことになった。

## 会議

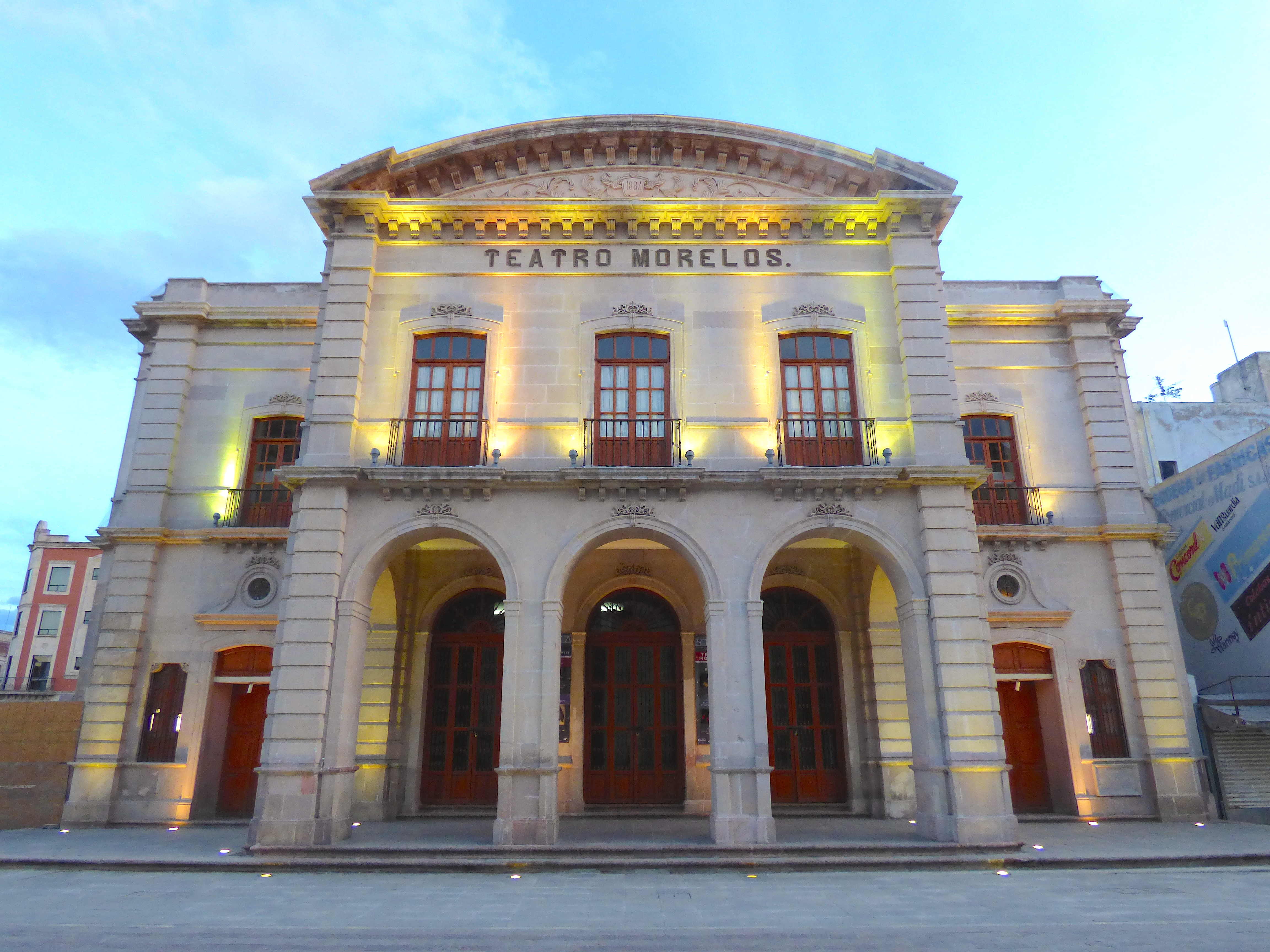
会議が開催されたモレロス劇場。会議の開催50周年を記念して1964年に修復された。

アグアスカリエンテス会議は、ウエルタ政権の打倒にもっとも大きな貢献を行った革命の「四大巨頭」であるベヌスティアーノ・カランサ、パンチョ・ビリャ、エミリアーノ・サパタ、アルバロ・オブレゴンの間の意見の違いを取りまとめるために開かれた。
会議の開催に先だち、参加者が軍人に限られるべきか、民間人を含むべきかについて決定する必要があった。カランサは民間に強い支持があったために民間人の参加を要求したが、認められなかった。
かつての同盟者であったカランサとビリャの間にはすでに大きな緊張があった。サパタは当初明示的にビリャ側につくことはなかったが、カランサとは敵対しあっていた。チャールズ・C・カンバーランドによれば、「南方人たちがカランサとその主張を好むことは決してなく、カランサはサパタ派を無知で偏狭なトラブルメーカーとして軽蔑していた。」
会議がはじまる前から状況はきわめて混沌としていた。カランサ派は自らの絶対的地位を譲ろうとせず、ビリャ派はカランサを大統領として認めなかった。サパタ派はアヤラ綱領に示された農地改革を承認することを求めた。
1914年10月10日の最初の会議には150人を越える代表が参加し、会議そのものが国家の主権を持つと宣言した。このことはアグアスカリエンテス会議が単なる諮問会議ではないことを意味する。しかしカランサは会議が主権をもつという考えを否定し、本人が会議に出席することはなく、自分の代理を送ることもしなかった。サパタはまだ到着せず、会議は彼とその顧問が到着するまで主要な問題に関する結論を出さないことに決めた。
10月26日になってようやくサパタが軍の階級を持つ人々に随伴されて到着したが、「彼らの大部分は実際には民間人であり、いかなる軍隊をも率いたことはなかった。」
諸革命軍をひとつに統合して、ウエルタ政権の崩壊とともに消滅した連邦軍のかわりにする計画もあった。しかしながら各革命軍は特定の指導者（ビリャ、オブレゴン、サパタ、アブラアム・ゴンサレスなど）のもとに形成されており、当時の環境では実現は不可能だった。
11月1日の会議ではエウラリオ・グティエレス将軍を20日間限定の大統領として選出した（当初の予定では11月20日の会合で改めて大統領を選び直すことになっていたが、この会合が開かれることはなく、そのままグティエレスが大統領であり続けた）。またビリャを会議軍の司令官に任命し、カランサの憲法軍と戦った。
会議の後、新たに和解したビリャとサパタは6万人の軍隊を連れて12月6日にメキシコシティに入った。カランサと憲法派はベラクルスに退却した。その後サパタは自分の本拠であるモレロスに戻ったため、ビリャとの同盟はほぼ名目上のものに過ぎなくなった。